# 大仁县
大仁县为1954年7月至1958年10月间山西省雁北专区所辖的一个县，县境约略相当于今大同市云州区和怀仁市的总和。1954年7月，大同县与怀仁县合并，称“大仁县”，属雁北专区管辖。1958年10月，大仁县并入大同市郊区，遂撤销。 :26
今怀仁一中当时亦因两县的合并而改名为“大仁一中”。